# Jean de Dormans

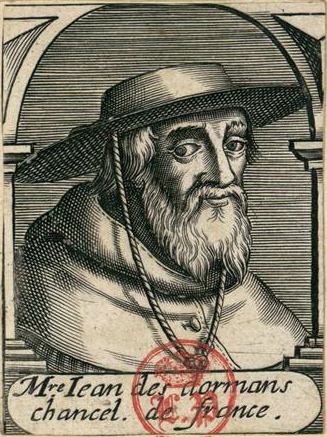
Kardinal Jean de Dormans, Kanzler von Frankreich

Jean de Dormans († 7. November 1373 in Paris) war Bischof, Kardinal, Kanzler von Frankreich und Siegelbewahrer unter den Königen Johann II. und Karl V.

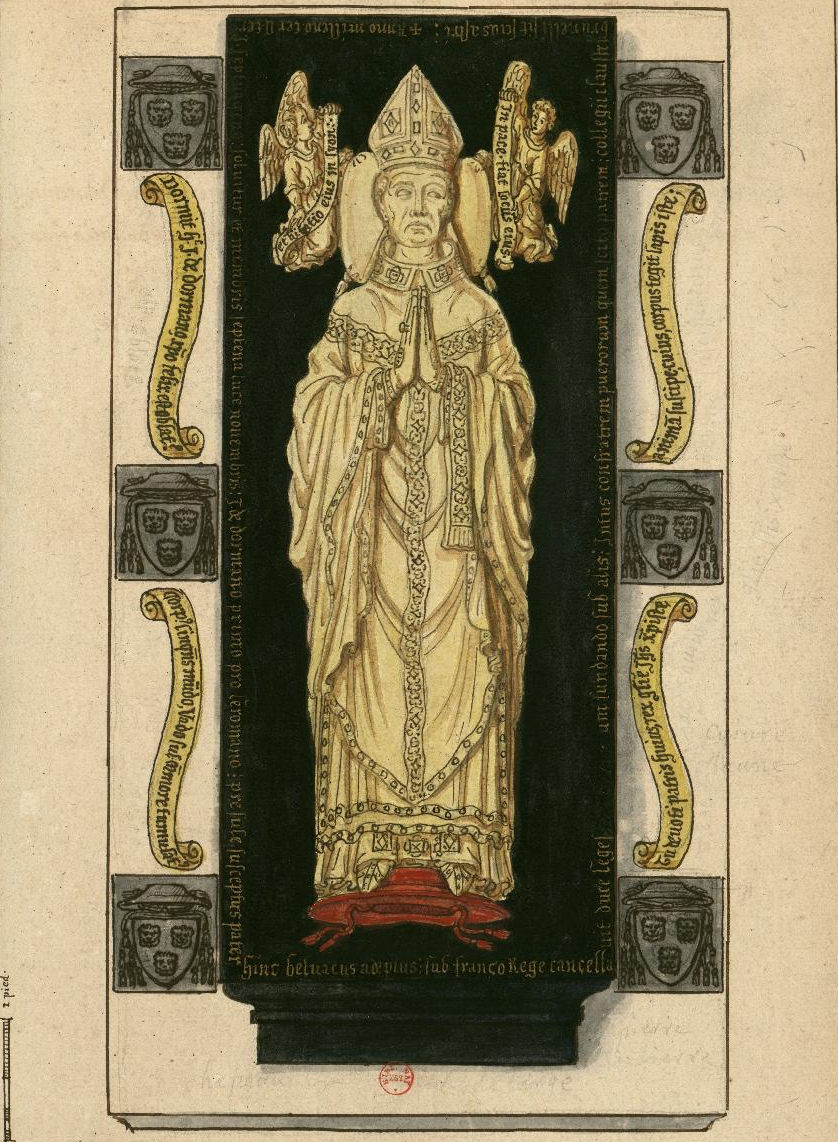
Grab des Kardinals in der Kartause Paris

Er war der Sohn eines Staatsanwalts am Parlement, selbst Doktor des Kanonischen Rechts und 1352 bereits Rechtsanwalt am Parlement. 1359–1361 war er Bischof von Lisieux, 1360–1368 Bischof von Beauvais, 1368 wurde er zum Kardinal ernannt. Er ist der Gründer des Collège de Beauvais in Paris (1370), das er nach der Stadt nannte, deren Bischof er gewesen war.
Jean de Dormans war darüber hinaus Kanzler Karls für die Normandie und die Dauphiné Karls, und wurde, als dieser Regent für den gefangenen König Johann II. wurde, 1358 Siegelbewahrer und damit faktisch Kanzler von Frankreich, was ihn nicht daran hinderte, seine Beziehungen zur Gegenseite (in Person des Königs Karl II. der Böse von Navarra) zu nutzen. 1359 wurde er von Pierre de la Forêt abgelöst. Jean de Dormans war er einer der Unterhändler Karls V. beim Frieden von Brétigny, der am 8. Mai 1360 unterzeichnet wurde. 1362 wurde er vom König zum Kanzler ernannt.
Als er das Amt des Kanzlers aus Altersgründen aufgab, wurde sein Bruder Guillaume de Dormans 1372 hier sein Nachfolger. Guillaumes Tod im Jahr darauf führte dazu, dass er für wenige Monate, bis zu seinem eigenen Tod im November 1373, noch einmal Siegelbewahrer wurde.